# 徠卡M8
Leica M8是一部Leica M系列的数码旁轴相机，于2006年9月14日发布。M8配备由柯达制造的27mm x 18mmCCD，具备1030万像素分辨率。使用SD卡进行存储。
发售之后有部分用户反应M8拍摄的图像具有带状条纹，同时，黑色物体显示为紫色。Leica公司于2006年11月28日宣布M8数码旁轴相机将延后发售，并且还将在2007年2月前免费赠送每位用户2个M镜头专用的 UV/IR 滤镜。同时免费修理相关的故障。

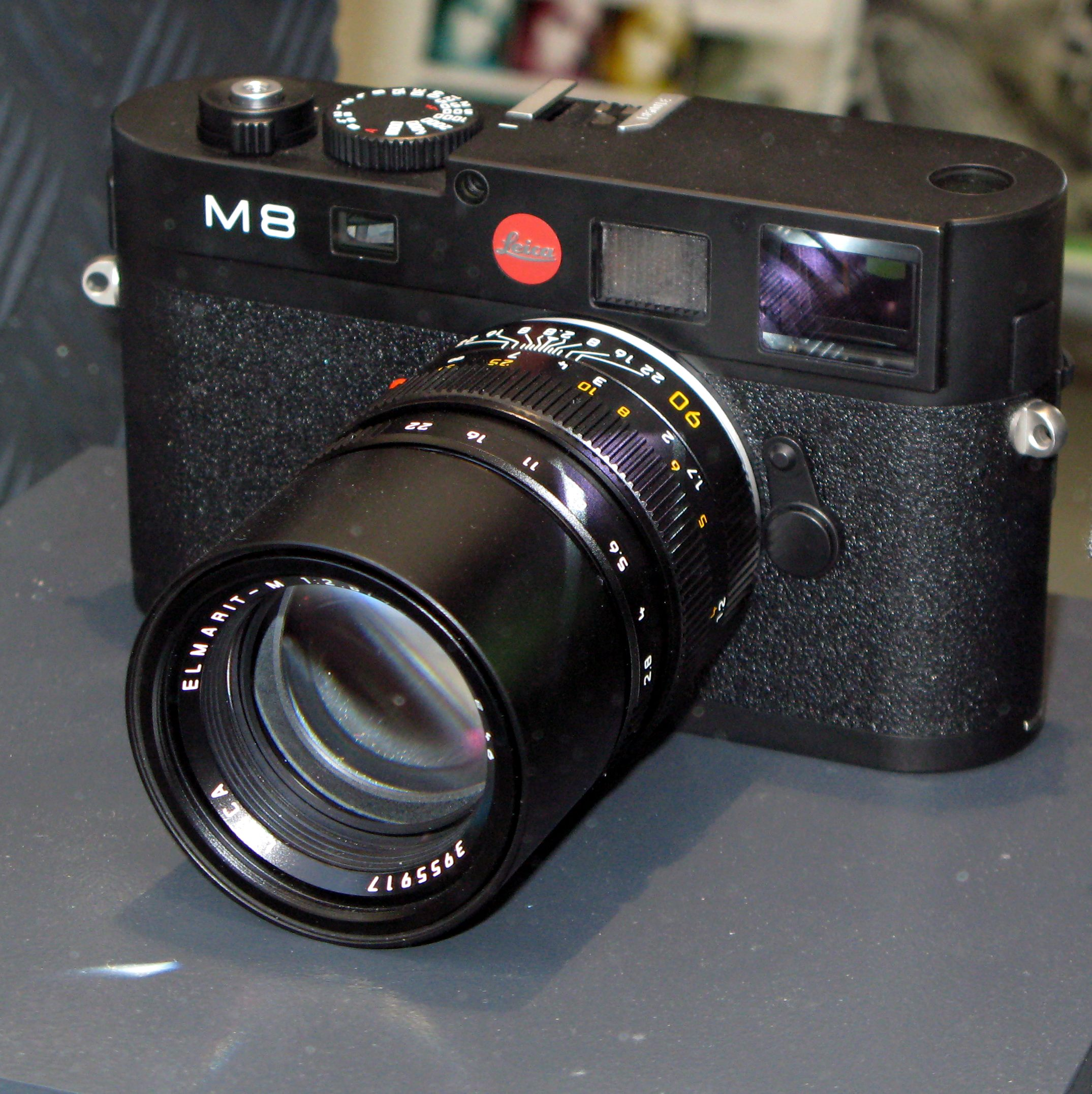
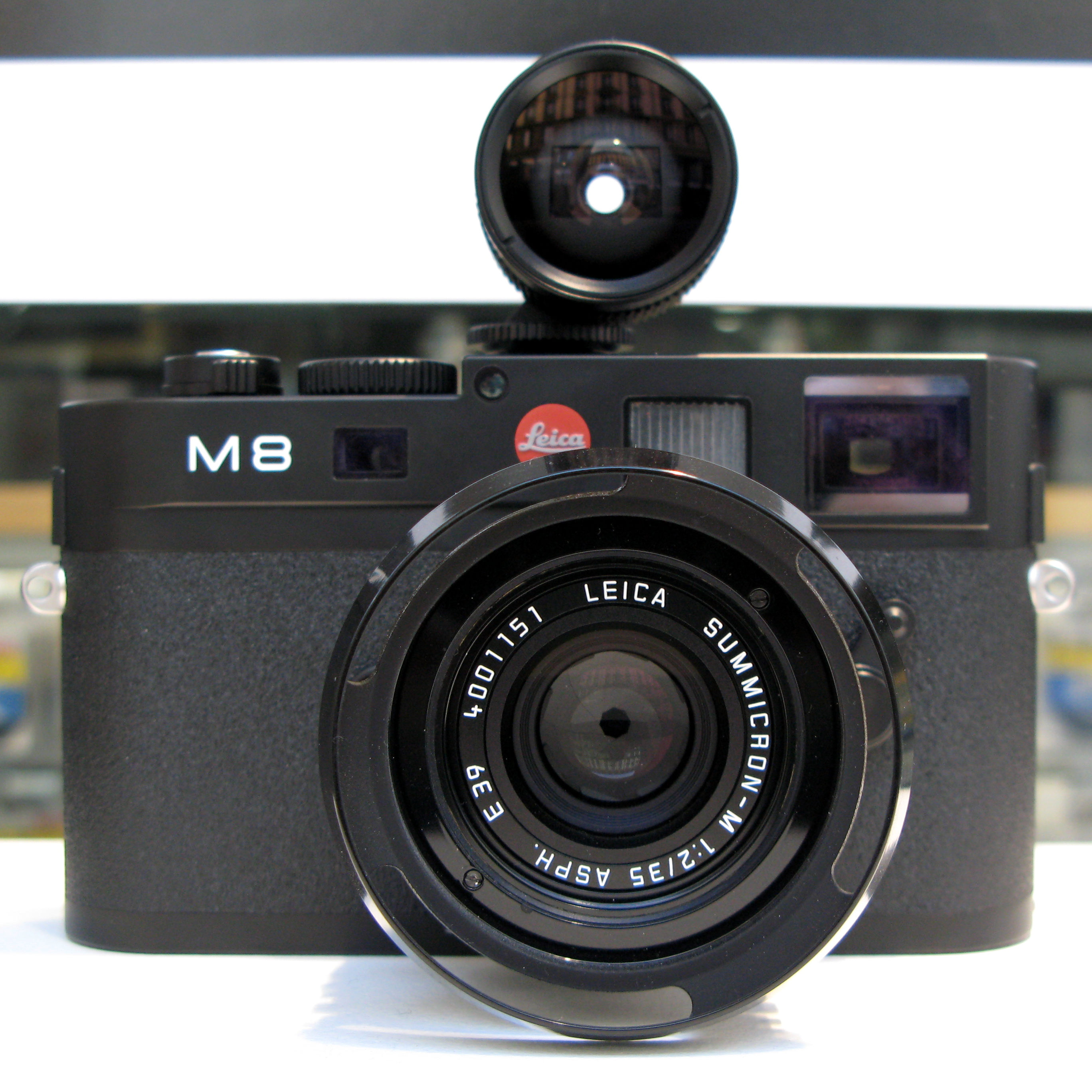
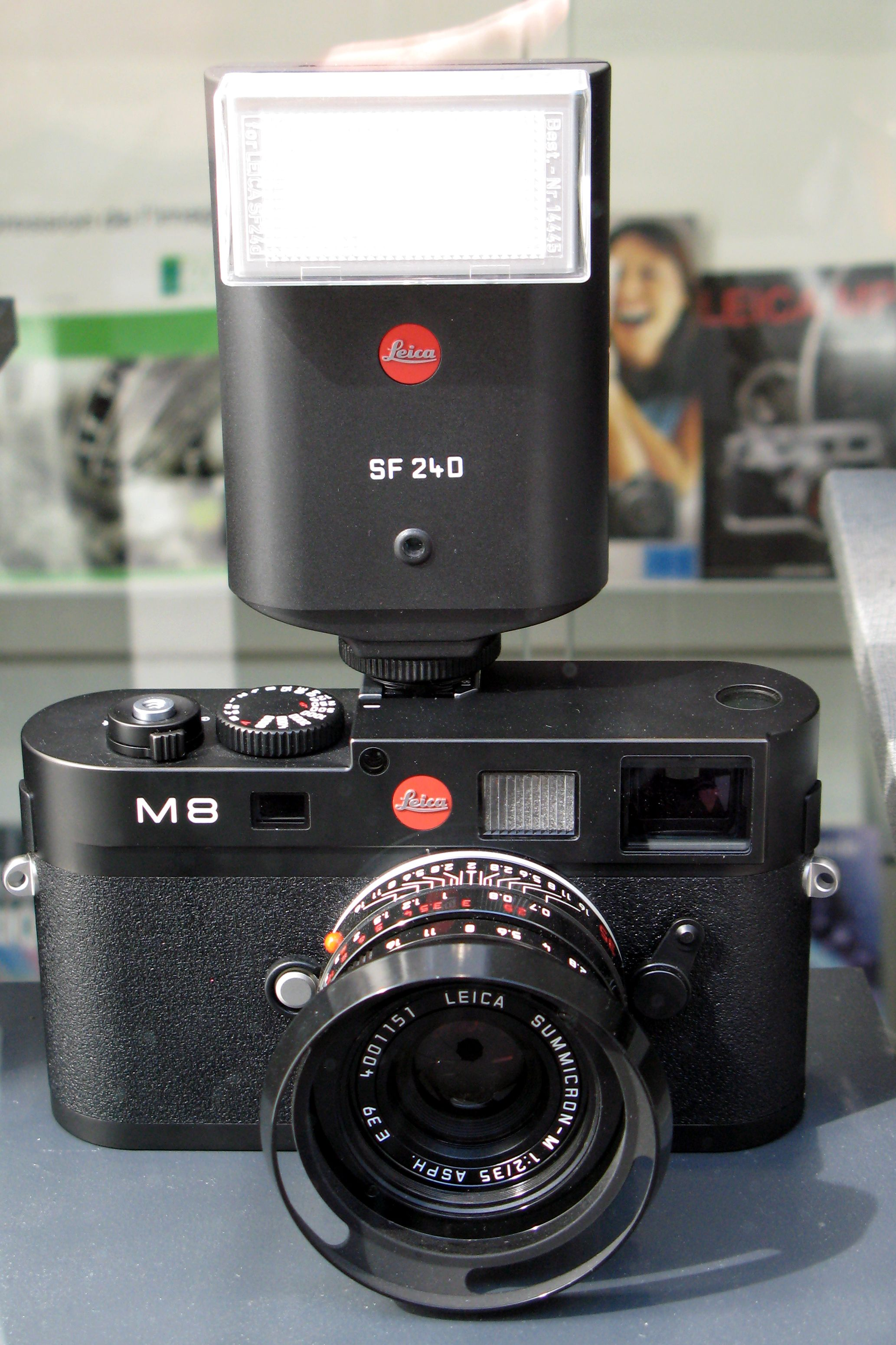
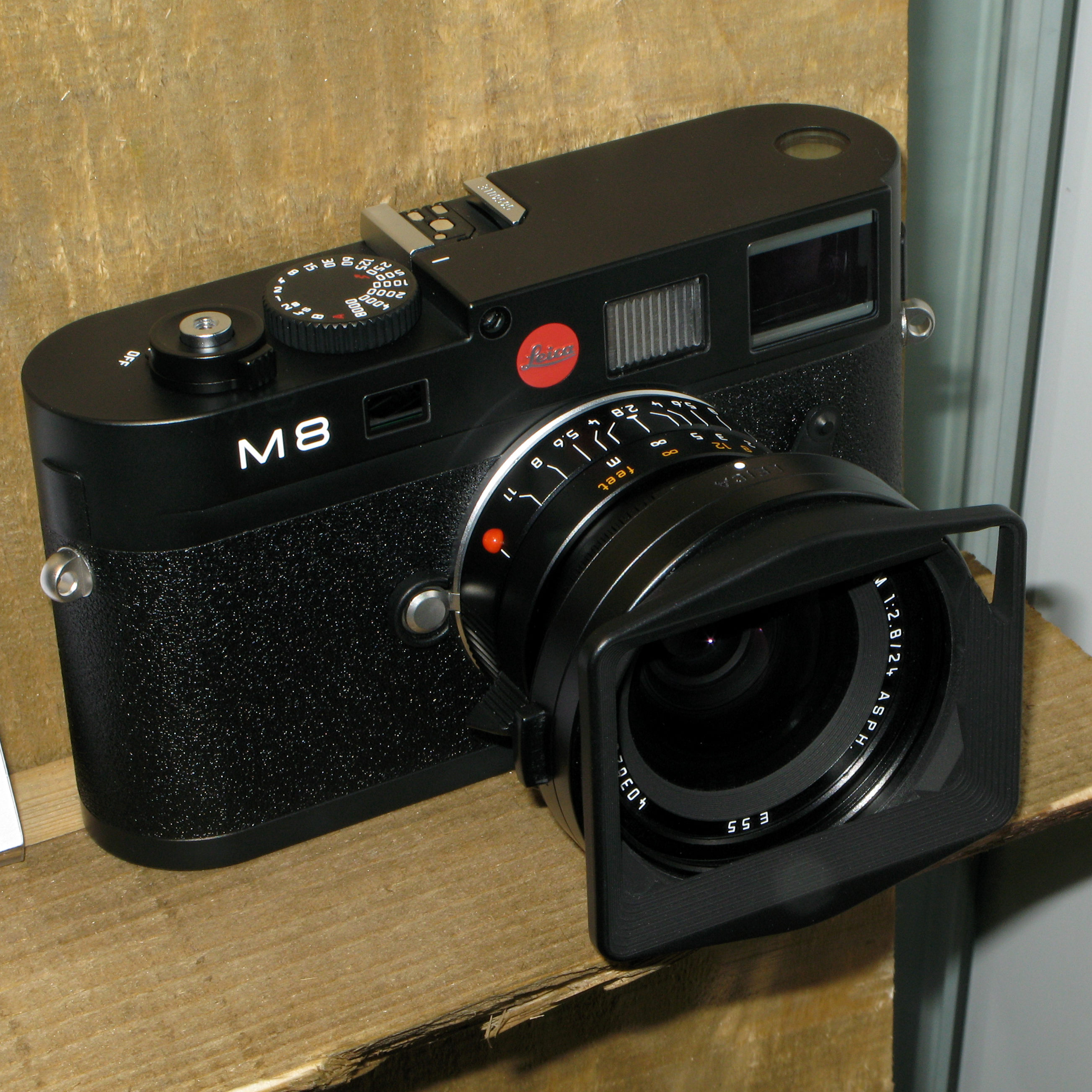